# Gregorio Sirota
Gregorio W. Sirota (Buenos Aires, Argentina; ¿? - Id; 13 de mayo de 1981) fue un mánager de artistas argentino de notable trayectoria.

## Carrera
Gregorio Sirota fue muy popular por su condición de representante de compañías en gira.Su bien no fue ni intérprete ni autor, estuvo íntimamente vinculado a la actividad teatral en los años 60 y 70 especialmente.
En la década del '20 representó a los artistas de la Gran Compañía Argentina del N. E. A. (Núcleo de Escritores y Actores) que se presentó en el Teatro de la Comedia, en las que estaban entre otros, Rosa Cata, Gloria Ferrandiz, Iris Marga, Elsa Martínez, Juana Sujo y Paquita Vehil, y actores como Guillermo Battaglia, Homero Cárpena, Juan Corona y Sebastián Chiola.
Descendiente de familia judía, su tío fue el mundialmente conocido cantor Gersón Sirota, que fue martirizado durante Holocausto.
Gran conocer del idioma Yiddish Fue el mánager personal de artistas extranjeros como Herman Yablokoff y Pesach Burstein. Este último fue quien presentó en Buenos Aires la obra titulada en Yiddish, Der Varshaver Kanarik. Sirato lo acompañó por el interior del país cuando Adolf Mide se negó a hacerlo. En realidad, Gregorio estaba íntimamente conectado con el teatro español. Finalmente se convirtió en un miembro más de la familia Burstein , ayudando a educar sus hijos cuando los trajieron a la Argentina diez años más tarde.
Gregorio Sirota falleció el miércoles 13 de mayo de 1981.